# Haematobia potans
Haematobia potans är en tvåvingeart som först beskrevs av Mario Bezzi 1907.  Haematobia potans ingår i släktet Haematobia och familjen husflugor. Inga underarter finns listade i Catalogue of Life.